# Samuel Butler (poeta)

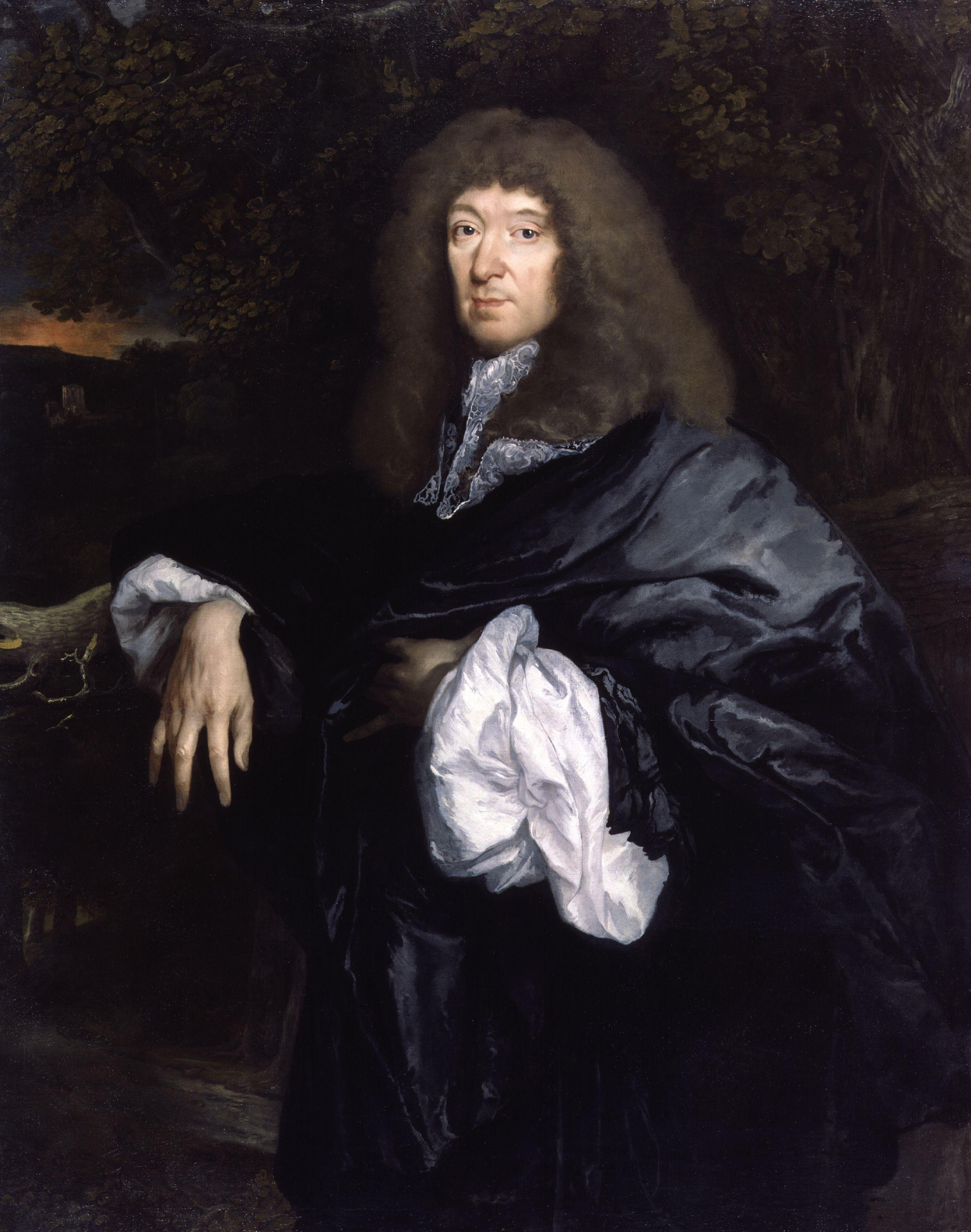
Portret Samuela Butlera namowalowany przez Pietera Borsselera

Samuel Butler (ur. w lutym 1613 w Strensham, hr. Worcestershire, zm. 25 września 1680 w Londynie) – angielski poeta i satyryk. 
Pamiętany dziś głównie z długiego satyrycznego poematu heroikomicznego Hudibras (trzy części, 1663-1678), polemiki dotyczącej stron walczących w angielskiej wojnie domowej, potępiającej waśnie religijne (wyd. polskie 1970, tł. Stanisław Kryński, 287 stron). Bohaterem jest Sir Hudibras, błędny rycerz, rzekomo chwalony, a w rzeczywistości ukazany jako zarozumiały i arogancki. Książka była po wydaniu bardzo modna, uważana za dowcipną. Styl poety jest często obsceniczny, a w każdym razie bardzo dosadny.
Butler był synem farmera, zarządzającego też kościołem. Robił karierę jako sekretarz i dyplomata w służbie różnych możnych tego okresu, np. hrabiny Kentu, hrabiego Carbery, księcia Buckingham. Otrzymał stypendium od króla Karola II. Swój poemat zaczął pisać w centrum Londynu, a potem tworzył go w Ludlow, hr. Shropshire. Został pochowany przy kościele św. Pawła w Covent Garden.
Jest także autorem wiersza The Elephant on the Moon, o myszy uwięzionej w teleskopie, i innego poematu heroikomicznego, Cynarctomachy, gdzie bitwę toczą niedźwiedź i psy.